# Billie Bird (chanteuse)
Pour les articles homonymes, voir Billie Bird et Bird.
Billie Bird, née le 3 juin 1983 à Lausanne, est une chanteuse, autrice-compositrice de musique folk et pop suisse aux origines françaises et espagnoles. Elle vit et travaille à Lausanne.

## Biographie
Née le 3 juin 1983 à Lausanne d'un père français et d'une mère espagnole,, Élodie Romain commence la musique en 1992 avec une guitare que sa mère lui offre lorsqu'elle entre au foyer pour enfants de la rue du Servant. En 1995, elle commence le chant avec un des éducateurs de son foyer et en 1997, fait son premier concert,. En 2002, elle obtient sa maturité en philo-psycho-musique puis après une année à l'Université de Lausanne en sciences sociales, elle fait 3 ans d'études musicales Genève. En 2012, elle crée son projet musical et son nom de scène : « Billie Bird ».
En 2013, elle partage la sortie de son premier extended play le Split avec le Valaisan Yellow Teeth. Elle y présente trois titres aux accents folk anglophones, Here, Twice, We're Bound. En 2018, elle sort son second EP auto-produit La Nuit, aux tonalités pop francophone et inspiré par les années 80. 

## Discographie
EP - extended plays :
- 2013 : Le Split
- 2018 : La Nuit
- 2019 : Les Déferlantes

LP- Long Format 
- 2023 : Incendies